# Bikinia evrardii
Bikinia evrardii là một loài thực vật có hoa trong họ Đậu. Loài này được (Bamps) Wieringa miêu tả khoa học đầu tiên.